# 1803 год в театре
1803 год в театре

## События
- Государственная субсидия театру «Комеди Франсез» увеличена до 100 тысяч франков в год.
- 5 апреля — в венском театре «Ан дер Вин» впервые исполнена Вторая симфония Людвига ван Бетховена.
- В Венеции закрылся театр «Сант-Анжело[англ.]», действовавший с 1677 года. Его здание стало использоваться как склад.
- В Лондоне сгорел Амфитеатр Филипа Эстли[англ.], построенный в 1794 году.

### Постановки
- 19 марта — в Веймаре, на сцене Придворного театра состоялась премьера драмы Фридриха Шиллера «Мессинская невеста». Пьеса, плохо встреченная публикой, вскоре была забыта.
- 28 марта — в Париже, на сцене Театра искусств состоялась премьера оперы Джованни Паизиелло «Прозерпина[англ.]» (Плутон — Франсуа Лаис[фр.], Прозерпина — Каролина Браншу[фр.]). Спектакль, основанный на либретто одноимённой оперы[англ.] Кино и Люлли, выдержал всего 13 представлений.
- 27 сентября — в Москве, на сцене Петровского театра была поставлена опера Этьенна Мегюля на либретто Бенуа Марсолье[англ.] «Вспыльчивый, или Всё невпопад[англ.]».
- 4 октября — в Париже, на сцене Театра искусств состоялась премьера оперы-балета Луиджи Керубини «Анакреонт, или Мимолётная любовь[англ.]» (Анакреонт — Франсуа Лаис[фр.], Корина — Каролина Браншу[фр.]).
- В Санкт-Петербурге состоялась российская премьера оперы Фердинанда Кауэра «Дева Дуная» (под названием «Днепровская русалка», в переделке Николая Краснопольского и Степана Давыдова).

## Деятели театра
- Балетмейстер парижской Оперы Жан-Жорж Новерр вводит в балетной труппе официальную иерархию среди танцовщиков.
- Крепостная актриса Татьяна Шлыкова-Гранатова получила вольную от графа Николая Шереметева.
- Актриса Екатерина Ежова дебютировала в партии Лизетты в комедии «Вертопрах».
- Артист Андрей Ожогин, один из первых актёров Петровского театра, оставил сцену.

### Родились
- Русская балерина Вера Зубова.
- Русский драматург, с 1853 года начальник репертуарной части петербургских театров и управляющий театральным училищем Павел Фёдоров.
- 9 января, Варшава — немецкий актёр Теодор Дёринг.
- 13 января, Венеция — итальянский актёр и антрепренёр Густаво Модена.
- 17 февраля, Турин — французский актёр и драматург Локруа.
- 3 (15) марта — русская балерина Анастасия Лихутина.
- 8 июля, Мюленталь — немецкий поэт и драматург Юлиус Мозен.
- 24 июля, Париж — французский композитор, автор целого ряда опер и балетов Адольф Адан.
- 14 (26) июля, Орловская губерния — русский драматург и театральный критик Александр Писарев.
- 1 сентября, Марсель — французский писатель и драматург Леон Гозлан.
- 4 сентября, Берлин — немецкий актёр Эмиль Девриент.
- 10 сентября, Милан — итальянский писатель и драматург, руководитель Ломбардской театральной компании в 1846—1853 годах, Джачинто Батталья
- 28 октября, Вена — австрийская оперная певица Каролина Унгер.
- 11 декабря, Ла-Кот-Сент-Андре — французский композитор и дирижёр Гектор Берлиоз.
- 24 декабря, Париж — французский драматург Нарсис Фурнье.

### Скончались
- 23 февраля (7 марта), Санкт-Петербург — графиня Прасковья Жемчугова, бывшая крепостная актриса графов Шереметевых.
- 6 июня, Швеция — Луи Галлодье, первый балетмейстер Шведского королевского балета.
- 17 сентября, Вена — австрийский композитор Франц Ксавер Зюсмайер.
- 8 октября, Флоренция — итальянский поэт и драматург, «отец итальянской трагедии» граф Витторио Альфьери.